# Ашаффенбург (район)
Аша́ффенбу́рг (нем. Aschaffenburg) — район в Германии. Центр района — город Ашаффенбург. Район входит в землю Бавария. Подчинён административному округу Нижняя Франкония. Занимает площадь 699,34 км². Население — 175 255 чел. Плотность населения — 251 человек/км².
Официальный код района — 09 6 71.
Район подразделяется на 32 общины.

## Города и общины
Городская община
1. Альценау (19 079)

Ярмарочные общины
1. Гольдбах (9 878)
2. Гросостхайм (16 489)
3. Мёмбрис (12 340)
4. Хёсбах (13 355)
5. Шёллькриппен (3 845)
6. Штоккштадт-ам-Майн (7 558)

Сельские общины
1. Бессенбах (5 944)
2. Бланкенбах (1 654)
3. Вайберсбрунн (2 109)
4. Вальдашафф (4 043)
5. Вестернгрунд (1 888)
6. Визен (1 117)
7. Гайзельбах (2 130)
8. Глаттбах (3 460)
9. Даммбах (1 906)
10. Зайлауф (3 785)
11. Зоммеркаль (1 179)
12. Йоханнесберг (3 887)
13. Каль-ам-Майн (7 163)
14. Карлштайн-ам-Майн (8 224)
15. Клайнкаль (1 877)
16. Клайностхайм (8 302)
17. Кромбах (2 160)
18. Лауфах (5 271)
19. Майнашафф (8 337)
20. Меспельбрунн (2 292)
21. Ротенбух (1 920)
22. Хайбах (8 562)
23. Хайгенбрюккен (2 398)
24. Хаймбухенталь (2 184)
25. Хайнрихсталь (919)

Административные сообщества
1. Меспельбрунн
2. Хайгенбрюккен
3. Шёллькриппен

## Население
По оценке на 31 декабря 2015 года население района Ашаффенбург составляет 173 695 чел. 

| Дата      | 1840  | 1871  | 1900  | 1925  | 1939  | 1950   | 1961   | 1970   | 1987   | 2011   |
| --------- | ----- | ----- | ----- | ----- | ----- | ------ | ------ | ------ | ------ | ------ |
| Население | 46113 | 46019 | 52069 | 69075 | 79835 | 102706 | 116777 | 140733 | 152367 | 172612 |

| Год       | 1960   | 1970   | 1980   | 1990   | 2000   | 2009   | 2010   | 2011   | 2012   | 2013   | 2014   | 2015   |
| --------- | ------ | ------ | ------ | ------ | ------ | ------ | ------ | ------ | ------ | ------ | ------ | ------ |
| Население | 116033 | 142179 | 148599 | 161225 | 173915 | 172990 | 172667 | 172351 | 172575 | 172791 | 172776 | 173695 |